# Liste der Kulturdenkmale in Hamdorf
In der Liste der Kulturdenkmale in Hamdorf sind alle Kulturdenkmale der schleswig-holsteinischen Gemeinde Hamdorf (Kreis Rendsburg-Eckernförde) und ihrer Ortsteile aufgelistet (Stand: 10. März 2025).

## Legende
In den Spalten befinden sich folgende Informationen:
- Objekt-ID: die Nummer des Kulturdenkmales
- Lage: die Adresse des Kulturdenkmales und die geographischen Koordinaten. Kartenansicht, um Koordinaten zu setzen. In der Kartenansicht sind Kulturdenkmale ohne Koordinaten mit einem roten Marker dargestellt und können in der Karte gesetzt werden. Kulturdenkmale ohne Bild sind mit einem blauen Marker gekennzeichnet, Kulturdenkmale mit Bild mit einem grünen Marker.
- Offizielle Bezeichnung: Bezeichnung des Kulturdenkmales
- Beschreibung: die Beschreibung des Kulturdenkmales
- Bild: ein Bild des Kulturdenkmales

## Sachgesamtheiten
| Objekt-ID | Lage                                                    | Offizielle Bezeichnung | Beschreibung | Bild                             |
| --------- | ------------------------------------------------------- | ---------------------- | --- | -------------------------------- |
| 18754     | Dorfstraße 15, Dorfstraße (54° 13′ 22″ N, 9° 31′ 10″ O) | Kirche Hamdorf         | regionaltypische, T-förmige Saalkirche von 1876/1877 aus Backstein, mit breitem Querhaus, fünfseitiger Apsis und 1976 vereinfacht erneuertem Westturm auf quadratischem Grundriss; von Friedhof mit historischen Grabstätten umgeben, nordöstlich mit Ehrenmal für die Gefallenen beider Weltkriege; Bauzeitliche Ausstattung: neugotisches Taufbecken, Kanzel, Altar, Votivschiff und Orgel mit neugotischem Prospekt - Begründung: geschichtlich, künstlerisch, städtebaulich, Kulturlandschaft prägend - Schutzumfang: Kirche mit Ausstattung, Friedhof mit Grabmal Wiebke Sick, Grabmal Jakob Stamp, Grabmal Jürgen Möller, Grabmal Margaretha Möller, Grabmal Wiebke Henningsen, Grabmal Johann Thot, Grabmal Margarethe Thöming, Grabmal Jakob Sick, Grabmal Johannes Hartwig Greve, Pastorat, Ehrenmal für die Gefallenen beider Weltkriege | weitere Fotos \| Fotos hochladen |

## Bauliche Anlagen
| Objekt-ID     | Lage                                     | Offizielle Bezeichnung                        | Beschreibung | Bild                             |
| ------------- | ---------------------------------------- | --------------------------------------------- | --- | -------------------------------- |
| 7785 Wikidata | Dorfstraße (54° 13′ 22″ N, 9° 31′ 10″ O) | Kirche mit Ausstattung                        | regionaltypische, T-förmige Saalkirche von 1876/1877 aus Backstein, mit breitem Querhaus und fünfseitiger Apsis und 1976 vereinfacht erneuertem Westturm auf quadratischem Grundriss; Bauzeitliche - Ausstattung: neugotisches Taufbecken, Kanzel, Altar, Votivschiff und Orgel mit neugotischem Prospekt - Begründung: geschichtlich, künstlerisch, städtebaulich, Kulturlandschaft prägend - Schutzumfang: gesamtes Objekt - Denkmaltyp: Bauliche Anlage, Sachgesamtheit: Kirche Hamdorf | weitere Fotos \| Fotos hochladen |
| 18801         | Dorfstraße (54° 13′ 21″ N, 9° 31′ 9″ O)  | Ehrenmal für die Gefallenen beider Weltkriege | Ehrenmalanlage in ortsbildprägender Lage für die Gefallenen des Ersten Weltkrieges 1920/21 nordwestlich der Kirche errichtet, später um ausgreifende Arme mit zwei weiteren Gedenksteinen für die Gefallenen des zweiten Weltkrieges auf Sockeln erweitert - Begründung: geschichtlich, künstlerisch, städtebaulich, Kulturlandschaft prägend - Schutzumfang: gesamtes Objekt - Denkmaltyp: Bauliche Anlage, Sachgesamtheit: Kirche Hamdorf                                                | BW                               |

## Gründenkmale
| Objekt-ID | Lage                                     | Offizielle Bezeichnung | Beschreibung | Bild                             |
| --------- | ---------------------------------------- | ---------------------- | --- | -------------------------------- |
| 21063     | Dorfstraße (54° 13′ 21″ N, 9° 31′ 10″ O) | Friedhof               | zur Kirche in Hamdorf gehöriger Friedhof; Entstehung wie Kirche ab 1876, mit zahlreichen historischen Grabstätten - Begründung: geschichtlich, künstlerisch, städtebaulich, Kulturlandschaft prägend - Schutzumfang: Friedhof, Grabmal Wiebke Sick, Grabmal Jakob Stamp, Grabmal Jürgen Möller, Grabmal Margaretha Möller, Grabmal Wiebke Henningsen, Grabmal Johann Thot, Grabmal Margarethe Thöming, Grabmal Jakob Sick, Grabmal Johannes Hartwig Greve - Denkmaltyp: Gründenkmal, Sachgesamtheit: Kirche Hamdorf | weitere Fotos \| Fotos hochladen |

## Quelle
- Liste der Kulturdenkmale in Schleswig-Holstein – Kreis Rendsburg-Eckernförde